# Вілла-Естенсе
Вілла-Естенсе (італ. Villa Estense, вен. Viła Estense) — муніципалітет в Італії, у регіоні Венето, провінція Падуя.
Вілла-Естенсе розташована на відстані близько 370 км на північ від Рима, 65 км на південний захід від Венеції, 32 км на південний захід від Падуї.
Населення — 2243 особи (2014).

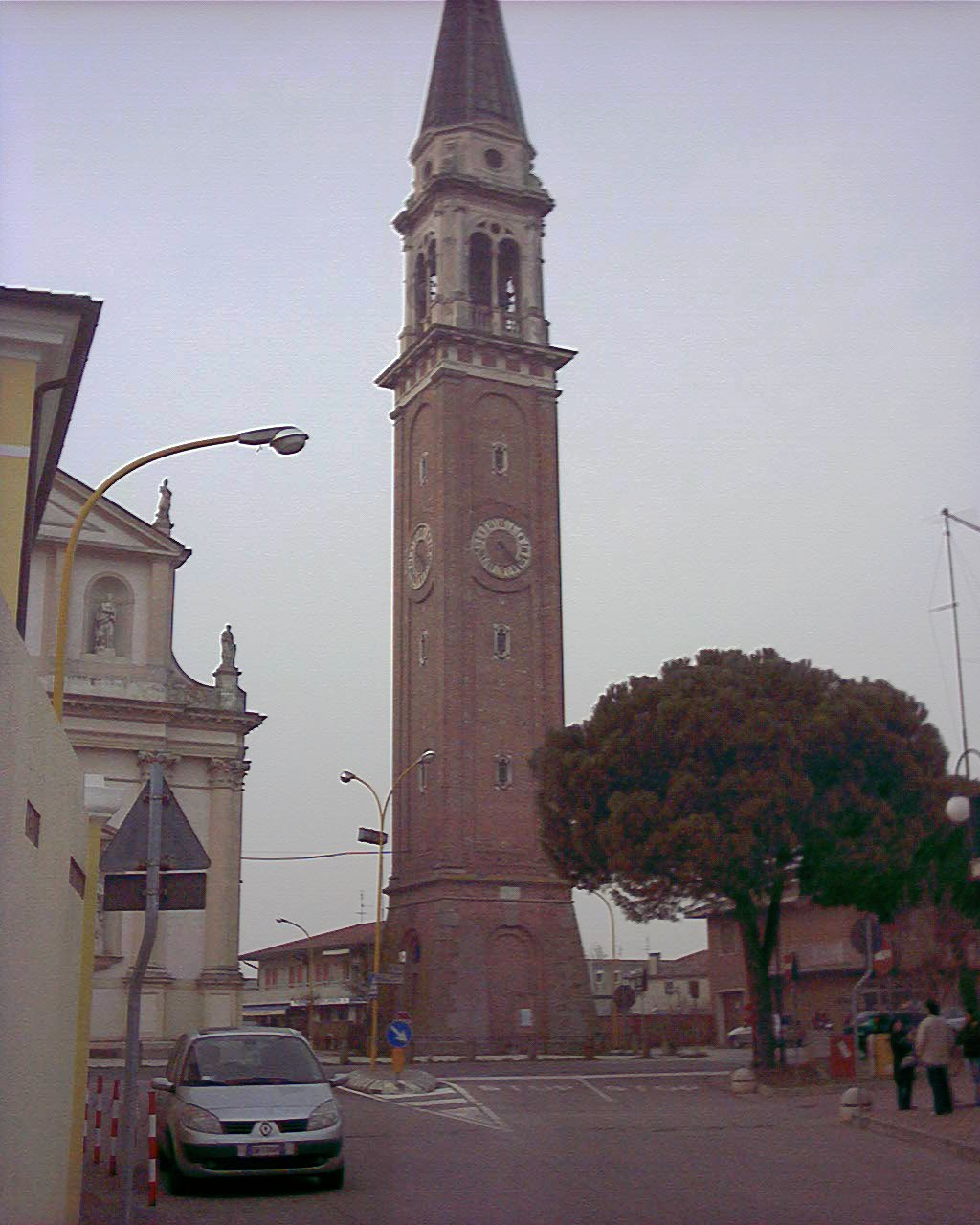

Щорічний фестиваль відбувається 30 листопада. Покровитель — Santa Colomba.

## Демографія
Населення за роками:

Станом на 1 січня 2023 року в муніципалітеті офіційно проживали 82 іноземці з 18 країн, серед них 29 громадян країн Євросоюзу та 4 громадяни України.

## Сусідні муніципалітети
- Есте
- Гранце
- Сант'Елена
- Сант'Урбано
- Вескована
- Вігіццоло-д'Есте